# Phaeobotryon mamane
Phaeobotryon mamane är en svampart som beskrevs av Crous & A.J.L. Phillips 2008. Phaeobotryon mamane ingår i släktet Phaeobotryon och familjen Botryosphaeriaceae.   Inga underarter finns listade i Catalogue of Life.